# Podgora (Dubrovačko primorje)
Podgora je naselje u Republici Hrvatskoj, u sastavu Općine Dubrovačko primorje, Dubrovačko-neretvanska županija. 
Seoske kuće su raštrkane, a na predjelu zvanom Miholj krst nalazi se crkva s grobljem. Miholj krst je i poprište bitke iz 1806. odakle su Primorci (prema narodnoj predaji najistaknutiji su u borbi bili Pavline i Gunjine) potjerali crnogorsku vojsku prema uvali Budimi u Banićima gdje su se nalazili ruski brodovi admirala Senjavina.

## Stanovništvo
Prema popisu stanovništva iz 2011. godine, naselje je imalo 19 stanovnika te 9 obiteljskih kućanstava 2001. godine.
| broj stanovnika |       |       | 58    | 61    | 61    | 77    | 85    | 80    | 78    | 72    | 71    | 72    | 55    | 33    | 33    | 19    | 13    |
|                 | 1857. | 1869. | 1880. | 1890. | 1900. | 1910. | 1921. | 1931. | 1948. | 1953. | 1961. | 1971. | 1981. | 1991. | 2001. | 2011. | 2021. |

## Znamenitosti
- Crkva Sv. Križa, zaštićeno kulturno dobro